# Jung Jae-sung (actor)
Jung Jae-sung (en hangul, 정재성; nacida el 16 de diciembre de 1970) es un actor surcoreano.

## Carrera
Debutó en teatro en 1994, y la primera parte de su carrera se desarrolló en los escenarios tanto de prosa dramática como de teatro musical. En 2006 debutó en cine, y desde entonces ha participado como actor de reparto en numerosos largometrajes. Su ingreso en la televisión data de 2016, y en este medio también ha actuado asiduamente como secundario en gran cantidad de series. Aunque ha sabido pasar con destreza por todo tipo de géneros y papeles, tanto en cine como sobre todo en televisión ha destacado con personajes de villano, que le han sido atribuidos con frecuencia; algunos ejemplos son las series Mi señor, Big Mouse, Fanletter, Please! y Ella de día, otra de noche. Su actuación en la segunda de ellas, como el exdirector de la prisión, tuvo gran impacto en el público.
El 28 de noviembre de 2017 firmó un contrato de representación exclusiva con la agencia Content UK.Posteriormente pasaría a Inyeon Entertainment.

## Filmografía

### Cine
| Año  | Título                                       | Hangul                        | Papel                                           | Notas              | Ref.                |
| ---- | -------------------------------------------- | ----------------------------- | ----------------------------------------------- | ------------------ | ------------------- |
| 2006 | ¿Quién se acostó con ella?                   | 누가 그녀와 잤을까?           | Jefe de administración                          |                    |                     |
| 2009 | Chaw                                         | 차우                          | Residente 2                                     |                    |                     |
| 2011 | Detective K: el secreto de la viuda virtuosa | 조선명탐정: 각시투구꽃의 비밀 | Sato Jeok-seong                                 |                    |                     |
| 2014 | Tazza: The Hidden Card                       | 타짜: 신의 손                 | Container Oya                                   |                    |                     |
| 2015 | Por encima de la ley                         | 베테랑                        | Líder del equipo 1 de la Universidad de Gwangsu |                    |                     |
| 2015 | Inside Men                                   | 내부자들                      | Periodista sénior 1                             |                    |                     |
| 2016 | Cuarta posición                              | 4등                           | Detective jefe                                  |                    |                     |
| 2017 | Confidential Assignment                      | 공조                          |                                                 |                    |                     |
| 2017 | The Mayor                                    | 특별시민                      | Presidente de compañía farmacéutica             |                    |                     |
| 2017 | Real                                         | 리얼                          | Paciente                                        |                    |                     |
| 2018 | Golden Slumber                               | 골든 슬럼버                   | Jo Se-hyun                                      |                    |                     |
| 2018 | Seven Years of Night                         | 7년의 밤                      | Pescador                                        |                    |                     |
| 2019 | Jo Pil-ho: el despertar de la ira            | 악질경찰                      | Médico forense                                  |                    |                     |
| 2019 | Homme Fatale                                 | 기방도령                      | Yoo Sang-bu                                     | Aparición especial |                     |
| 2021 | The Cursed: Dead Man's Prey                  | 방법: 재차의                  | Kim Min-Seop                                    |                    | [ 4 ] [ 5 ]         |
| 2021 | Kingmaker                                    | 킹메이커                      | Kim Byeong-chan                                 |                    |                     |
| 2022 | Hunt                                         | 헌트                          | Pyo Dong-ho                                     |                    | [ 6 ] [ 7 ] [ 8 ]   |
| 2023 | The Point Men                                | 교섭                          | Viceministro Kim                                |                    | [ 9 ] [ 10 ] [ 11 ] |

### Series de televisión
| Año     | Título                              | Papel                     | Canal        | Notas                         | Ref.                 |
| ------- | ----------------------------------- | ------------------------- | ------------ | ----------------------------- | -------------------- |
| 2016    | Squad 38                            |                           | OCN          | Debut en televisión           | [ 12 ]               |
| 2017-18 | Prison Playbook                     | Profesor Myung            | tvN          |                               | [ 13 ] [ 14 ]        |
| 2018    | Mi señor                            | Director Yoon Sang-tae    | tvN          |                               | [ 15 ]               |
| 2018    | Sketch                              | Nam Jeong-yeon            | JTBC         |                               | [ 16 ]               |
| 2018    | Devilish Charm                      | Director Jang Wook-jin    | MBN          |                               | [ 17 ]               |
| 2018    | Where Stars Land                    | Lee Woo-taek              | SBS          |                               | [ 18 ] [ 19 ]        |
| 2018    | Ms. Kim's Mystery                   | Director Goo              | KBS2         | Drama Special, un episodio    | [ 20 ]               |
| 2018-19 | Clean with Passion for Now          | Jefe de Gil Oh-sol        | JTBC         | Ep. 16                        | [ 21 ] [ 22 ]        |
| 2018-19 | A Pledge to God                     | Yoon Min-seok             | MBC          |                               | [ 23 ]               |
| 2019    | Item                                | Juez Kim Jae-jun          | MBC          | Aparición especial, ep. 1 y 2 | [ 23 ]               |
| 2019    | Beautiful World                     | Bae Sang-bok              | JTBC         |                               | [ 24 ] [ 25 ]        |
| 2019    | Doctor John                         | Kwon Seok                 | SBS          |                               | [ 26 ] [ 27 ]        |
| 2019    | Flower Crew: Joseon Marriage Agency | Kang Mong-goo             | JTBC         |                               | [ 28 ]               |
| 2019-20 | Diary of a Prosecutor               | Kim In-joo                | JTBC         |                               | [ 28 ] [ 29 ]        |
| 2020    | Money Game                          | Hong Guk-yeong            | tvN          |                               |                      |
| 2020    | The World of the Married            | Gong Ji-cheol             | JTBC         |                               | [ 30 ] [ 31 ]        |
| 2020-21 | Pasillos de hospital                | Jefe de Neurocirugía      | tvN          | Aparición especial            | [ 32 ]               |
| 2021    | Navillera                           | Padre de Deok-chool       | tvN          | Ep. 1                         | [ 33 ] [ 34 ]        |
| 2021    | The Devil Judge                     | Joo Il-do                 | tvN          |                               | [ 35 ] [ 36 ]        |
| 2021    | El afecto del rey                   | Noh Hak-soo               | KBS2         |                               | [ 37 ]               |
| 2022    | Showtime Begins!                    | Seo Chang-ho              | MBC          |                               | [ 2 ] [ 38 ]         |
| 2022    | Big Mouse                           | Park Yun-gap              | MBC          |                               | [ 39 ] [ 1 ] [ 40 ]  |
| 2022    | Fanletter, Please!                  | Son Hyuk-soo              | MBC          | Serie de 4 episodios          | [ 41 ] [ 42 ] [ 43 ] |
| 2022-23 | El interés del amor                 | Yook Si-kyung             | JTBC         |                               | [ 44 ] [ 45 ]        |
| 2023    | Pandora: bajo el paraíso            | Han Kyung-rok             | tvN          |                               | [ 46 ] [ 47 ]        |
| 2023    | High Cookie                         | Park Sang-gil             | U+ Mobile TV | Serie web                     | [ 48 ] [ 49 ]        |
| 2024    | Cásate con mi esposo                | Wang Heung-in             | tvN          |                               | [ 50 ]               |
| 2024    | Ella de día, otra de noche          | Baek Cheol-kyoo           | JTBC         |                               | [ 51 ] [ 52 ] [ 53 ] |
| 2024    | Good Partner                        | Oh Dae-gyu                | SBS          |                               | [ 54 ] [ 55 ] [ 56 ] |
| 2025    | Grupo de estudio                    | Subdirector de la escuela | TVING        | Serie web, capítulos 1 y 2    | [ 57 ] [ 58 ]        |